# Charles Clément Roemers
Charles Clément Roemers (Maastricht, 31 januari 1748 - Meerssen, 25 december 1838), was een Nederlands-Frans jurist en politicus. Hij was onder andere schepen van Maastricht, lid van de Raad van Vijfhonderd tijdens het Directoire, lid van het Wetgevend Lichaam tijdens het Consulaat en het Eerste Keizerrijk, burgemeester van Meerssen en lid van Provinciale Staten van Limburg. In 1811 verkreeg hij de adellijke titel van baron. Zijn reputatie was al tijdens zijn leven beschadigd. Hij werd gezien als een eerzuchtige opportunist en als opkoper van 'zwart goed' een typische homme des circonstances. Toch heeft hij beslist ook het algemeen belang voor ogen gehad, waarbij hij confrontaties met zijn meerderen niet uit de weg ging. Zijn voornaamste verdienste is dat hij er (mede) voor gezorgd heeft dat het Nederlandstalige deel van het Maasland een apart departement werd, Nedermaas, daarmee de grondslag leggend voor de latere provincies Limburg.

## Biografie

### Jeugd en vroege loopbaan

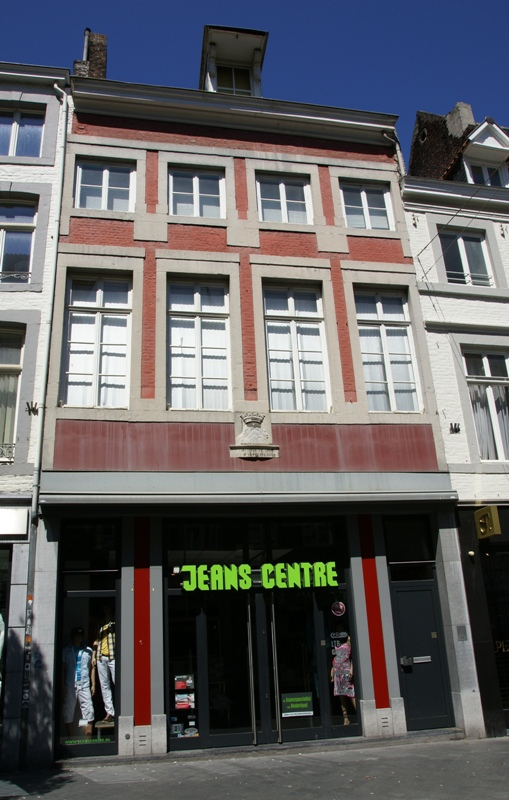
Geboortehuis

Charles Roemers was het vijfde van de zes kinderen van de koopman-klerk-notaris Johan Wynand Roemers (1710-1777) en zijn vrouw Catharina Emerentiana van den Bergh (1708-1797). Zijn vader was afkomstig uit Hoogcruts en werd in 1739 burger van Maastricht. Door zijn huwelijk en hard werken was hij een welgesteld lid van de Maastrichtse middenklasse geworden. Charles groeide op in het huis 'In den gecroonden berg', vlak bij de Sint Servaasbrug, tegenwoordig Maastrichter Brugstraat 26, waar zijn ouders een textielwinkel dreven.
Hij kreeg zijn voortgezette schoolopleiding aan het jezuïetencollege in Maastricht, met uitstekende resultaten, en studeerde daarna rechten aan de Universiteit van Leuven, waar hij in 1769 zijn licentiaat behaalde. Na een stage van twee jaar in Brussel vestigde hij zich 23 jaar oud als advocaat in Maastricht. Hier trad hij onder andere op als verdediger van de kloosters tegen de vier parochiepastoors in een conflict over begrafenisrechten (1788). Een procedure die overigens ten gunste van de pastoors zou worden beslist. In 1776, 1786 en 1788 werd hij verkozen tot schepen van Luikse zijde te Maastricht, zoals gebruikelijk telkens voor twee jaar. Om verkiesbaar te zijn moest hij in 1776 zijn nativiteit veranderen (door ruil) van Brabants naar Luiks, omdat hij als katholiek geen Brabants schepen kon worden. Naast deze bezigheden was Roemers ook nog secretaris van Nicolas Antoine van Arberg, heer van Elsloo, en van het Onze-Lieve-Vrouwekapittel.
Op 11 mei 1777 trouwde Roemers met Anna Maria Nivar (1747-1780), dochter van een rijke koopman. Bij de huwelijkssluiting in de Sint-Jacobskerk was zijn broer Arnold concelebrant. Enkele jaren later werd hij pastoor van diezelfde kerk. Het echtpaar Roemers-Nivar kreeg twee kinderen: Maria Emérence Elisabeth Roemers (1778-1835) en Petrus Franciscus (1780-1845). Anna Maria Nivar stierf enkele dagen na de geboorte van haar zoon, 33 jaar oud. Het vermogen dat Roemers later via haar erfde, was een van de voornaamste bronnen van zijn latere welstand.
Tien jaar later, in 1790, tijdens de Brabantse Omwenteling, vroeg hij de Oostenrijkse nationaliteit aan met de bedoeling om zijn loopbaan voort te zetten in de Oostenrijkse Nederlanden. In 1791 werd hij voorgedragen als raadsheer bij de Souvereine Raad van Brabant te Brussel en de Grote Raad van Mechelen. Tot een benoeming kwam het niet, waarschijnlijk door de invallen van de Fransen eind 1792.

### In dienst van Frankrijk

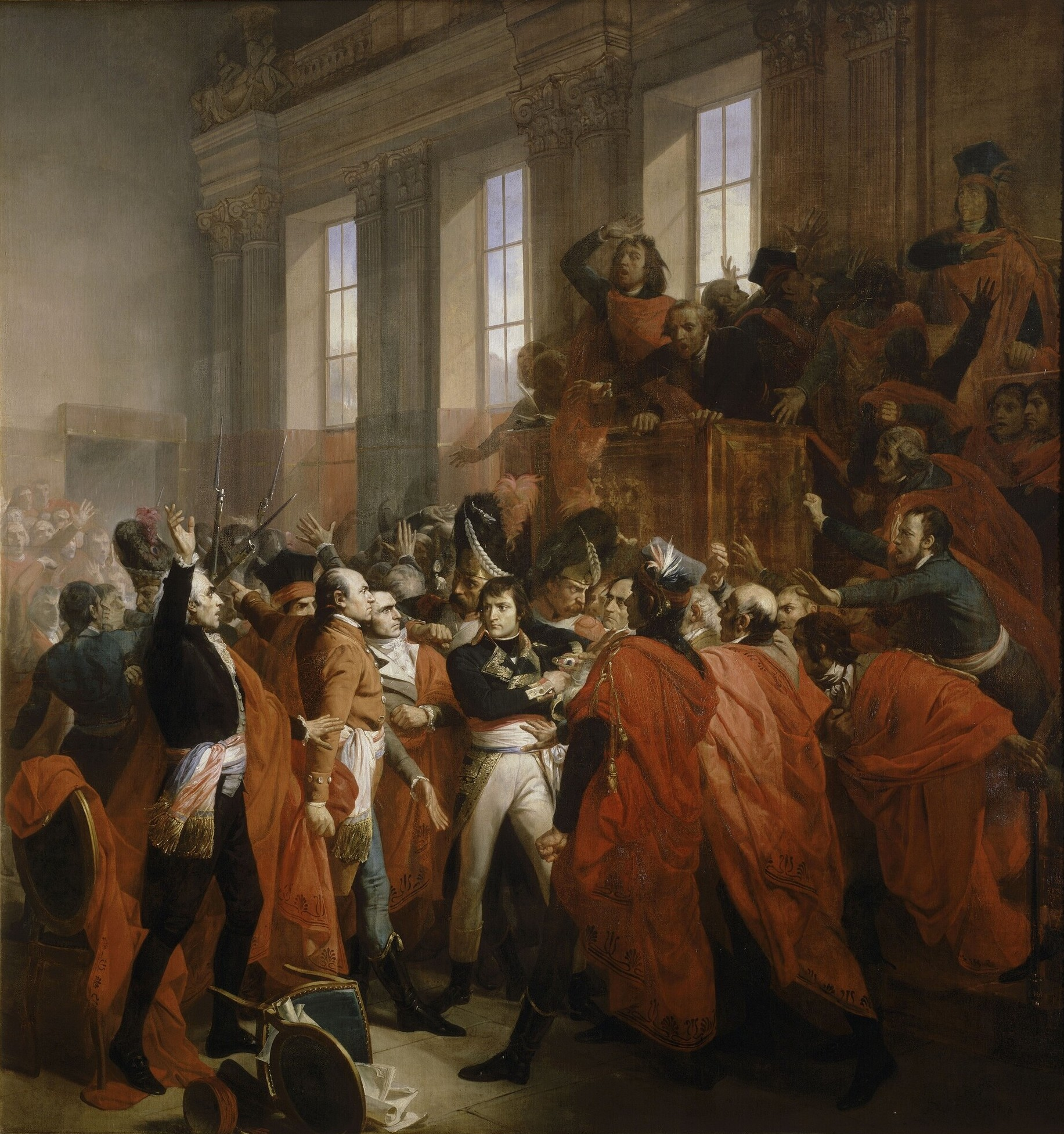
Napoleon te midden van de Raad van Vijfhonderd na de coup van 9 november 1799. Roemers was erbij en steunde de Consul

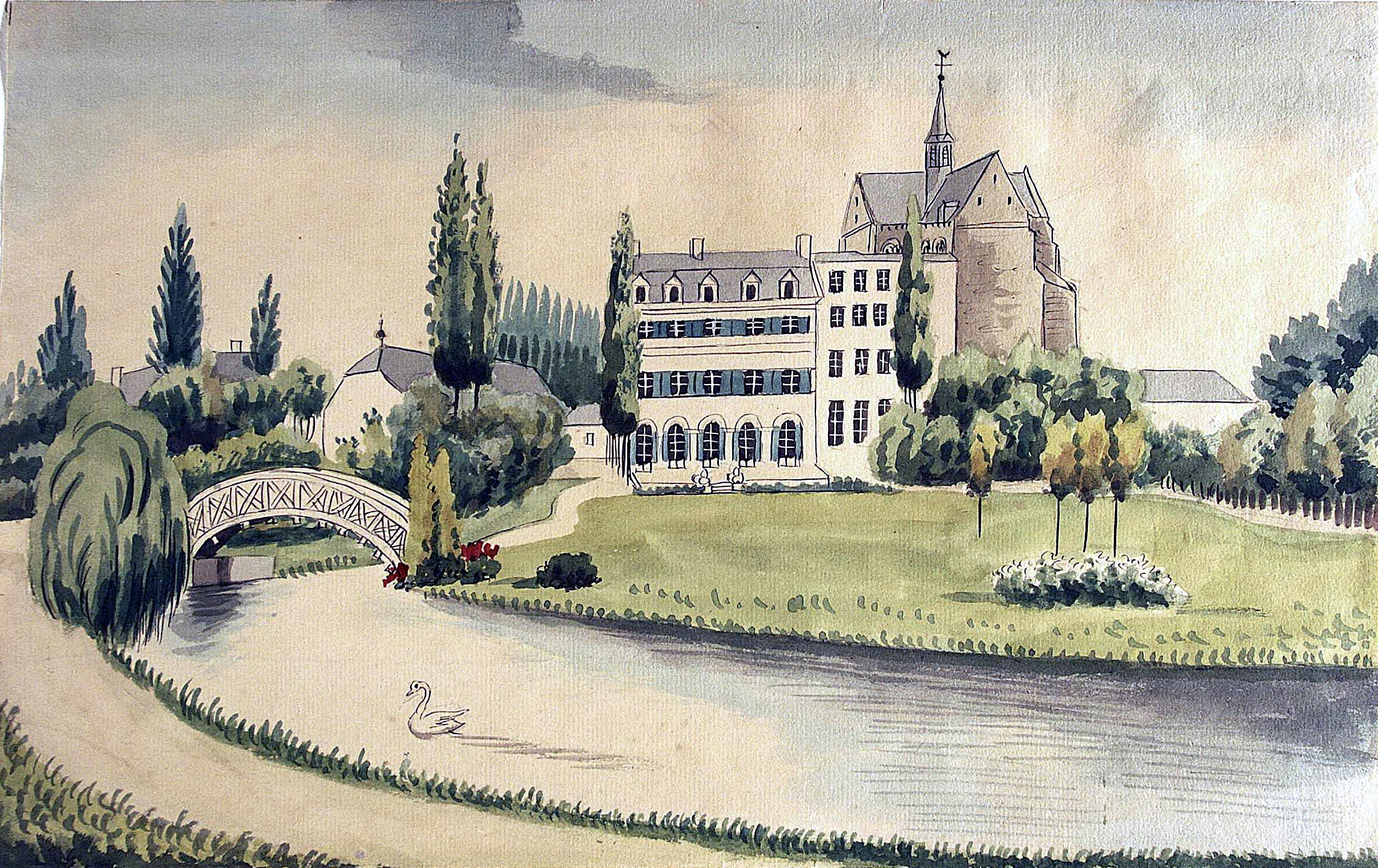
De Proosdij van Meerssen, in 1808 door Roemers verworven. Op de voorgrond de verlegde Geultak (Philippe van Gulpen, 1846)

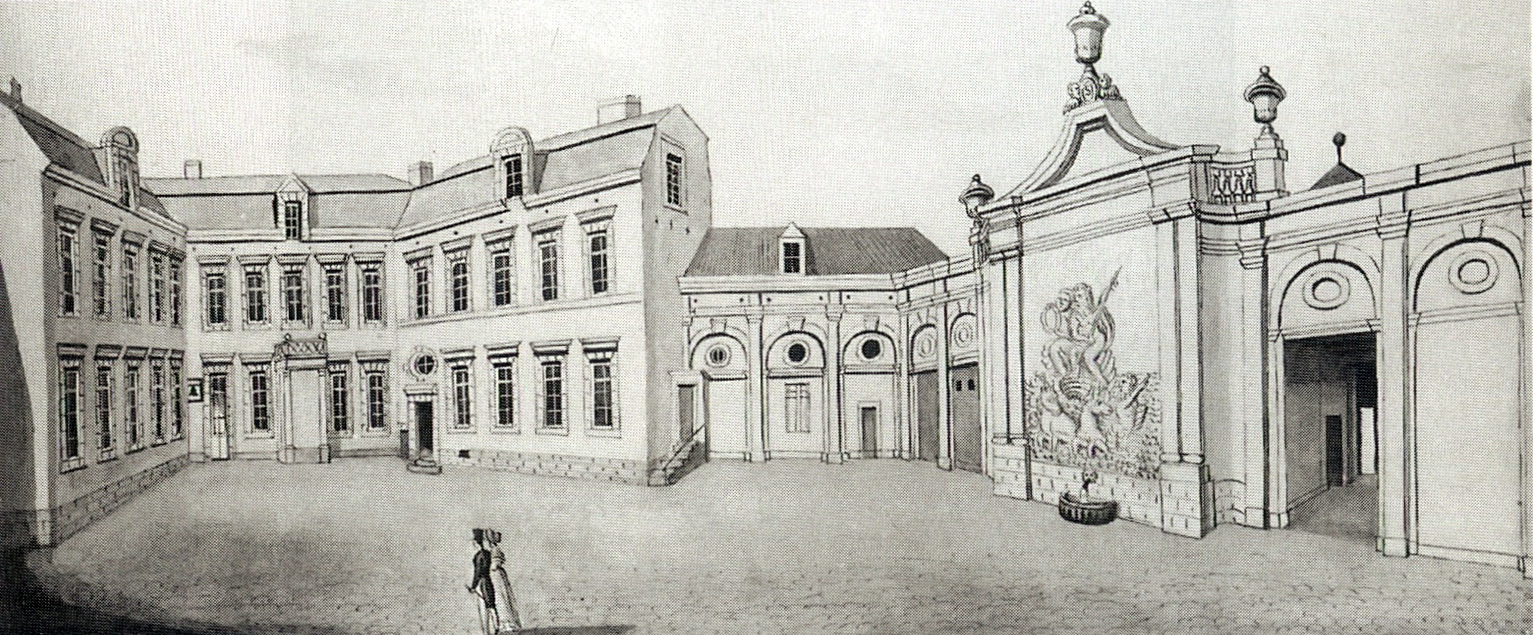
De Hof van Tilly, in 1811 verworven door Roemers (Philippe van Gulpen, ca. 1840)

Na de inname van Maastricht door Kléber op 4 november 1794 stelde Roemers zich meteen ter beschikking van de nieuwe Franse gezagvoerders, die gretig gebruik maakten van zijn diensten, omdat zij in deze streken verlegen zaten om Franstalige ambtenaren. Op 30 november werd hij benoemd tot agent national van het arrondissement Maastricht, volgens eigen zeggen onder dwang. Waarschijnlijk speelde de revolutionair van het eerste uur Philippe-Antoine Merlin, een kennis van zijn zwager en gaandeweg een goede vriend van Roemers, daarbij een doorslaande rol. Naast Roemers werden veertien andere burgers tot administrateur benoemd; samen vormden zij de Administration Maestricht, die kantoor hield in het voormalige Statenhuis, op de hoek van de Statenstraat en het Vrijthof. Samen met de Fransgezinde jurist André Charles Membrède wist hij te voorkomen dat het Nederlandstalige deel van het Prinsbisdom Luik samengevoegd zou worden met het departement Ourthe. Een ander belangrijk thema vormde de voedselschaarste en de zware belastingen die de Franse overheid aan de inwoners van het arrondissement oplegden. Op 28 februari 1795 hield hij bij de vrijheidsboom op het Vrijthof een lofrede op Frankrijk en de verworvenheden van de revolutie. Nadat de door de Fransen veroverde gebieden in de Nederlanden op 16 mei 1795 bij de vrede van Den Haag waren ingelijfd bij de Franse Republiek, kreeg Roemers steeds meer last van de moeizame relatie met de Administration Centrale in Aken, totdat hij op 18 september 1795 benoemd werd tot lid van de nieuw opgerichte Conseil de gouvernement de la Belgique.
Van 10 april 1797 tot 26 december 1799 was hij lid van de Raad van Vijfhonderd (Conseil des Cinq-Cents), het Franse lagerhuis. Bij de staatsgreep van 9 november 1799 koos Roemers voor de partij van Napoleon Bonaparte en kon hij zijn  parlementaire carrière voortzetten. Tijdens het Consulaat en het Keizerrijk was hij opnieuw lid van het Franse parlement, het Wetgevend Lichaam. Als vertegenwoordiger van het Departement Nedermaas nam hij het op voor émigrés en geestelijken, die weigerden de eed van haat af te leggen en om die reden verbannen werden. Zo verhinderde hij dat de proost van het Sint-Servaaskapittel, baron Thomas Jacob van Wassenaer, en de gebroeders Soiron, kanunniken van datzelfde kapittel, naar de strafkolonie Cayenne in Frans Guyana werden gedeporteerd, maar hun straf mochten uitzitten in Compiègne. Een plan om in Rolduc een nationaal seminarie te vestigen mislukte. In enkele gevallen slaagde hij erin iets van de kaalslag op geestelijk en cultureel tegen te houden. Zo wist hij een schilderij te behouden voor de Sint-Nicolaaskerk en boeken voor de École Centrale, maar voor het terughalen van het archief en kostbaarheden van de Proosdij van Meerssen weigerde hij zich in te zetten. Wel liet hij in Meerssen het riviertje de Geul omleggen, puur uit eigenbelang, omdat het te sterk over zijn landgoed meanderde. Roemers zette zich in voor de ontginning van woeste gronden en de verbetering van de povere infrastructuur in het departement, zoals de aanleg van de steenweg Maastricht-Tongeren (tegenwoordig N278/N79) en het onvoltooid gebleven Grand Canal du Nord (delen opgenomen in de Kempische kanalen). Gedurende het laatste jaar van het Franse regime was hij korte tijd burgemeester van Meerssen.

### Onder het Verenigd Koninkrijk der Nederlanden
Na het vertrek van de Fransen reisde hij eind 1815 naar Den Haag om daar zijn diensten aan te bieden. Zijn hoop om in het Nederlandse parlement te komen werd niet bewaarheid. Koning Willem I benoemde hem tot lid van het Syndicaat der Nederlanden, dat belast was met het innen van bepaalde belastingen en het uitbetalen van rente en aflossingen op de staatsschuld. Daarnaast werd hij lid van de Provinciale Staten van het verenigde Limburg. In 1818 deed zich daar een incident voor, dat hij zich zeer aantrok. Door politiek gekonkel van onder meer provinciegouverneur Charles de Brouckère werd de volgzame Johannes Baptista van Aefferden gekozen in plaats van het kritische oud-Kamerlid Erasme Louis Surlet de Chokier. Roemers nam daarna, tot het aflopen van zijn termijn in 1820, niet meer deel aan de vergaderingen van Provinciale Staten. In oktober 1821 werd hij gekozen tot raadslid in Maastricht, maar door de Schutterijkwestie nam de koning het heft in eigen handen en benoemde zelf de raadsleden. Hierna trok Roemers zich terug uit de politiek. Wel ondertekende hij nog enkele petities gericht aan Willem I, die echter weinig uithaalden.

### Laatste jaren
Bij het uitbreken van de Belgische Revolutie in 1830 toonde hij zich een voorstander van de afscheiding. Hij stelde zijn woning in Maastricht ter beschikking als wapendepot aan de opstandelingen. De bedoeling was om vanuit de Hof van Tilly met gewapende groepen de stad in te gaan om officieren en soldaten van het garnizoen gevangen te nemen. Doordat generaal Daine dronken zou zijn geweest, mislukte het plan (18 oktober 1830). Vestingcommandant Dibbets liet Roemers vanaf dat moment door de politie in de gaten gehouden. In december 1830 vertrok Roemers naar zijn buitenverblijf in Meerssen, dat inmiddels met de rest van Limburg bij België hoorde (alleen Maastricht en Sint Pieter bleven  Nederlands). In 1834 liet hij zich uitschrijven als burger van Maastricht. Hoewel Roemers' naam tussen 1831 en 1837 diverse malen op de verkiezingslijst voor de Belgische Senaat stond, werd hij niet verkozen, waarschijnlijk vanwege zijn hoge leeftijd en slechte gezondheid.
Toen zijn kleindochter Caroline Colpin in 1833 teleurgesteld reageerde op zijn bericht dat hij niet op haar bruiloft op Kasteel Zangerheide in Eigenbilzen aanwezig kon zijn, moest hij (inmiddels 85 jaar) aan haar uitleggen dat hij sinds twee jaar blind was, last van aambeien had en uitslag over zijn hele lichaam. Helemaal blind zal hij niet geweest zijn, want in 1837 bestelde hij in Parijs een loep. Vanaf 1835 overleden in korte tijd zijn dochter, schoonzoon, twee kleinzonen en een kleindochter. Roemers overleed op 90-jarige leeftijd op eerste kerstdag 1838, enkele maanden voor het Verdrag van Londen van kracht werd, dat de terugkeer van Oost-Limburg naar Nederland bepaalde, waar hij zo tegen was geweest. Bij zijn dood behoorde hij tot de vier rijkste inwoners van Limburg; de enige die niet van adel was. Bij de verdeling van de erfenis in 1841 was zijn nalatenschap aan onroerende goederen en kapitalen ƒ 589.028,72 waard. Zijn erfgenamen waren zijn zoon Pierre François en zijn kleindochters Caroline en Antoinette Colpin.

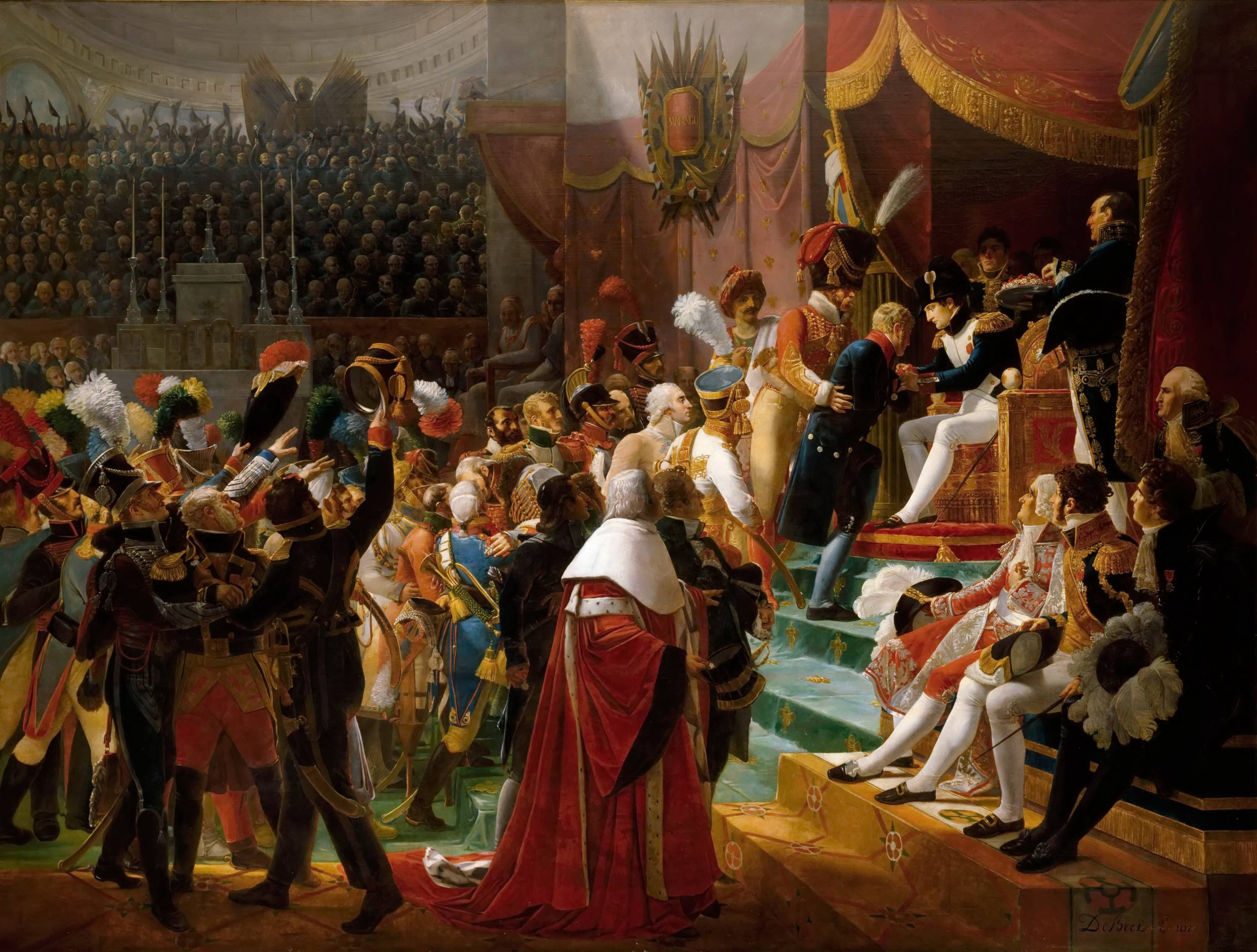
Napoleon reikt Legioen van Eer-medailles uit op 14 juli 1804 in het Hôtel des Invalides. Roemers ontving toen zijn commandeurskruis

## Onderscheidingen
In de Franse Tijd werd Roemers onderscheiden voor zijn vele verdiensten. Hij was officier (1803) en commandeur (1804) in het Legioen van Eer. In 1809 werd hij als Baron de l'Empire opgenomen in de empireadel, de door Napoleon gecreëerde adelstand. Roemers mocht daarna een wapen gaan voeren dat bestond uit een bergspits van sinopel tegen een gouden achtergrond. Boven op de spits staan drie rode rozen waarboven een stralende zon. Het vierkant in de rechter bovenhoek, het zogenaamde franc-quartier, toont tegen een rode achtergrond een zilveren korenaar met daarvoor een roos.
Koning Willem I verleende hem in november 1815 het ridderschap in de Orde van de Nederlandse Leeuw, nauwelijks een maand nadat deze ridderorde was ingesteld.

## Nalatenschap
| |  |  |
| Links: titelblad van Omstandig detail... (1784). Rechts: brief van Roemers aan zijn uitgever over zijn tweede lofdicht op Napoleon (1811) |  |  |

### Publicaties
- 1784: Omstandig detail van de electie van Arnold Franc. Roemers tot pastor van St. Jacobs kerke. Uitgegeven door Van Gulpen te Maastricht, 36 pagina's met bijlagen.[noot 5]
- 1803: Gedicht Abtstraat 292. Welkomstgedicht in het Frans, ter gelegenheid van het bezoek van Napoleon en zijn echtgenote aan Maastricht, aangebracht op een verlichte triomfboog en voor de ramen van het huis Abtstraat 292, waar Roemers schoonzus Antoinette Nivar woonde.[25]
- 1807: Napoleoni magno. Eerste lofdicht op Napoleons heldendaden, in het Latijn, opgenomen in een bundel.[26]
- 1811: Poema Patriae sacrum. Tweede lofdicht op Napoleons heldendaden, in 626 Latijnse verzen.[27]
- 1815: Tableau de ma vie privée et publique. Biografische schets in het Frans.[28]
- 1827: Zemira (En tumulum catellae epitaphium). Gedicht in het Latijn.[29]

### Onroerend goed
- Hof van Tilly, de voormalige residentie van de graaf van Tilly, gouverneur van Maastricht, aan de Grote Gracht in Maastricht. Na 1789 bewoond door Franse émigrés. In 1795 genationaliseerd door de Fransen. Roemers kocht het pand waarschijnlijk in 1811. In een van de salons zijn in het stucplafond medaillons met allegorieën op de victorie aangebracht, die vermoedelijk dateren uit de Franse Tijd en zeker bij Roemers in de smaak zullen zijn gevallen. Hij verkocht het pand in 1834 aan de Nederlandse overheid, waarna het onderdak bood aan diverse scholen en sinds 1998 de Universiteit Maastricht.[30]
- Refugie van Herckenrode, het voormalige adellijke refugiehuis van de abdij van Herkenrode in Maastricht. Niet bekend is wanneer Roemers dit pand met omliggende percelen verwierf, maar in 1842 was het nog in bezit van zijn erfgenamen.[31]
- Monnikenhof in Heks, van 1798 tot 1808(?) in bezit van Roemers.[32]
- Proosdij van Meerssen, in 1797 verworven door de hoofdontvanger der belastingen in Nedermaas, Dominique Nivar, en diens zus Antoinette Nivar.[33] Die laatste liet een deel van de proosdijgebouwen slopen en liet daarvoor in de plaats een 'modern' landhuis optrekken. In 1808 ruilde ze het landgoed met haar schoonbroer, Charles Roemers, waarschijnlijk tegen de Monnikenhof.[34] Het landhuis werd in 1936 gesloopt voor de bouw van het Klooster Kleine Zusters van Sint Joseph. De oorspronkelijk bij de proosdij behorende watermolen Kruismolen, door Roemers al in 1797 verworven, werd in 1880 gesloopt en vervangen door de nog bestaande Villa Kruisdonk.
- de Kathedraalhoeve in Grote-Spouwen, voorheen eigendom van het kapittel van Sint-Lambertus in Luik. Na de overname door Roemers Karelshoeve genoemd. Na 1843 Blondeshoeve genoemd na overname door Willem Blonden uit Gronsveld. In 2017 gerestaureerd.[35]

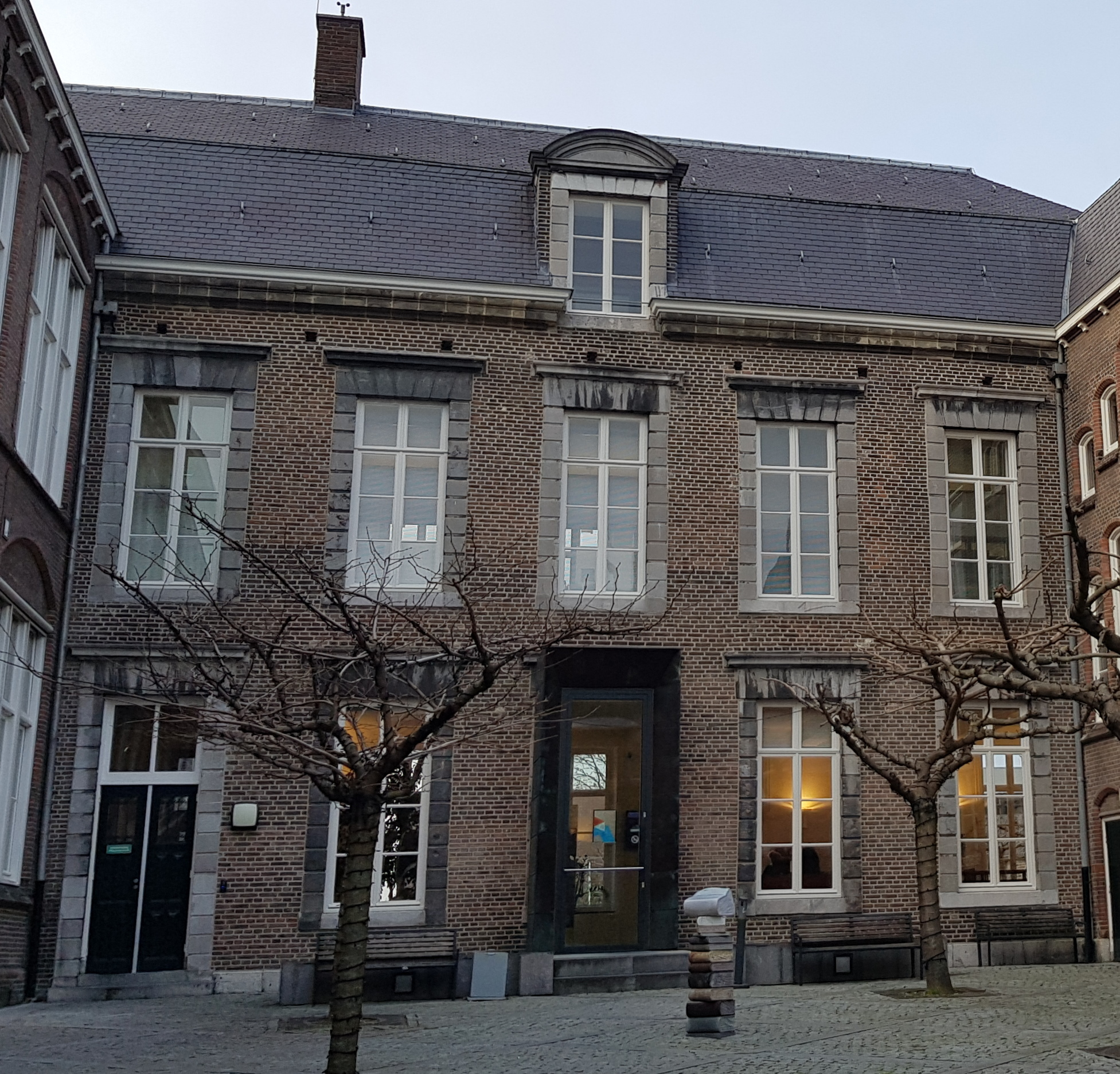
Hof van Tilly, voorhof
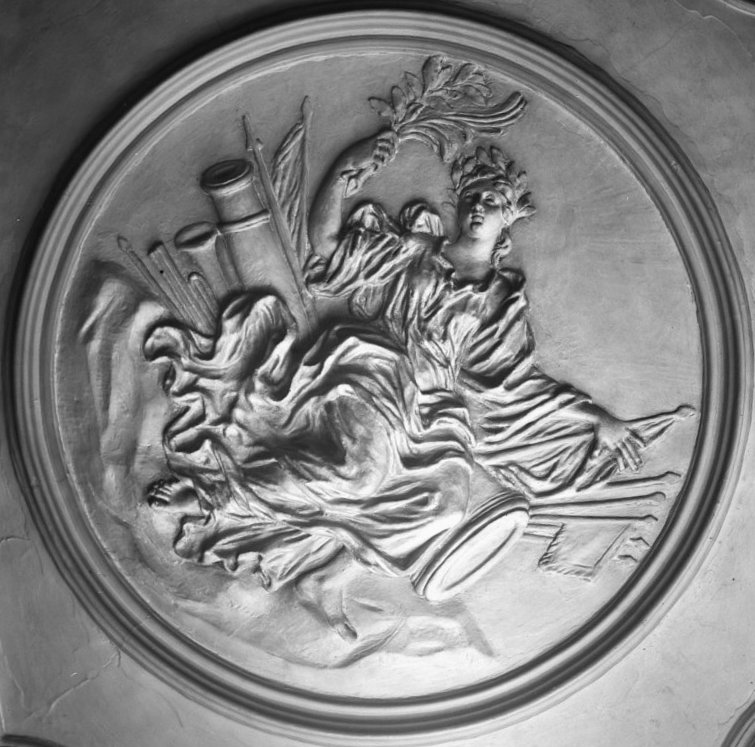
Idem, detail stucplafond
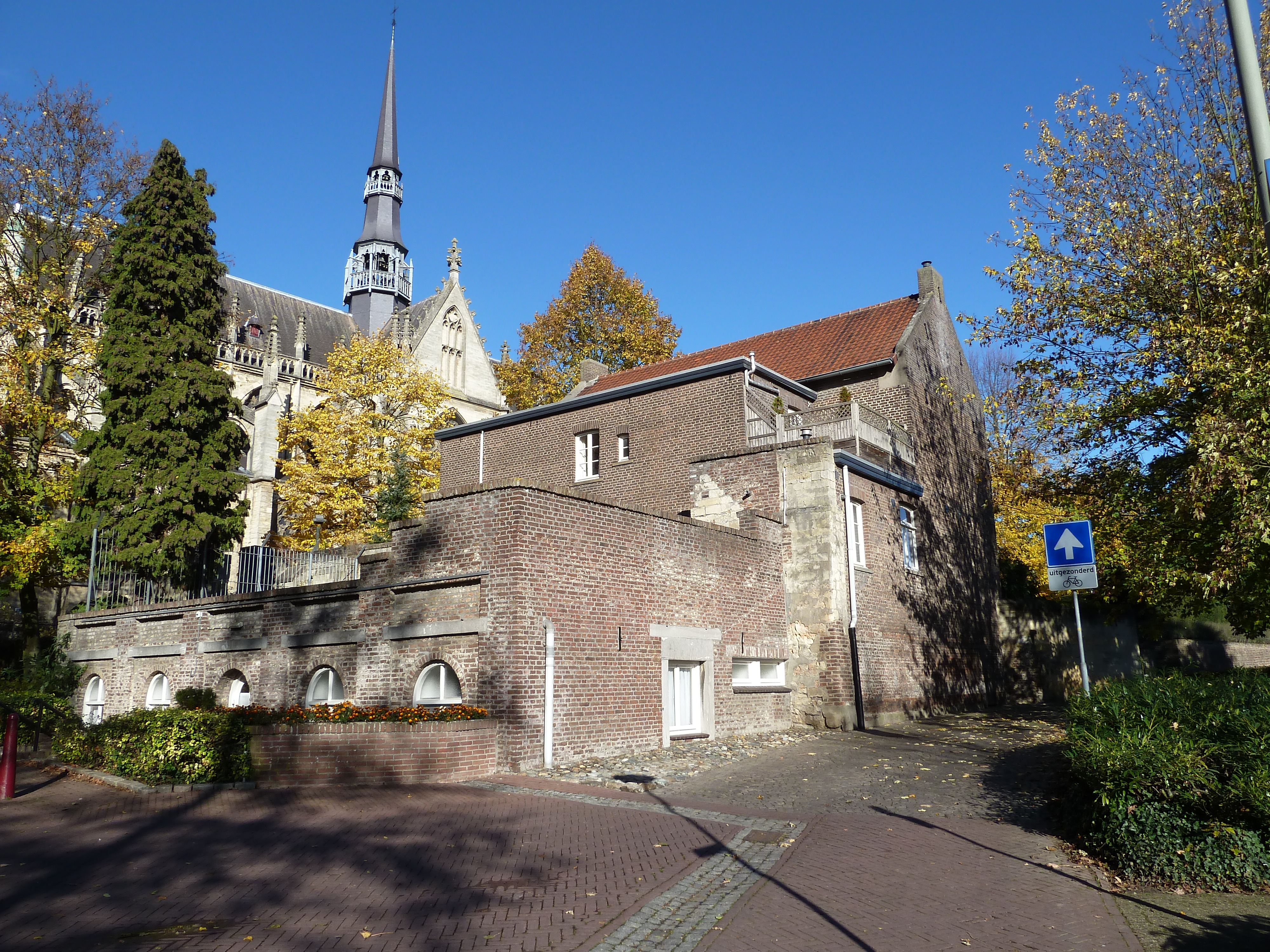
Muurrestant Proosdij van Meerssen
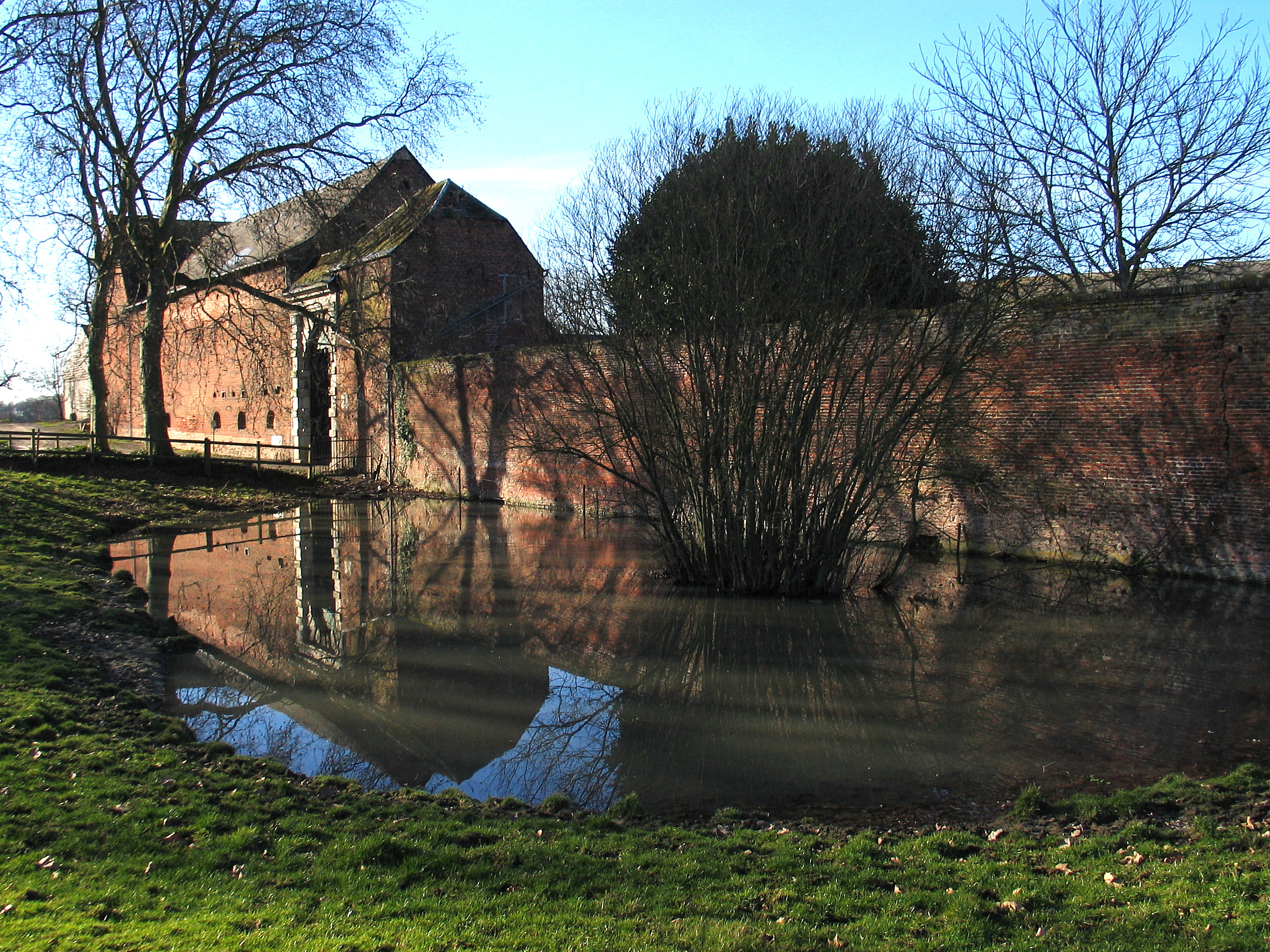
Monnikenhof, Heks

### Overige

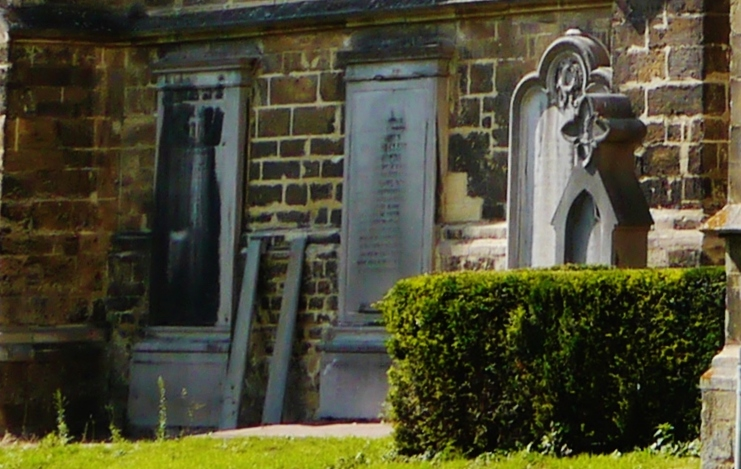
Grafsteen van Roemers (midden)

Van Charles Roemers is voor zover bekend geen enkel portret bewaard gebleven. De eenvoudige grafsteen van Roemers (met Franstalig grafschrift) is ingemetseld tegen de zuidmuur van de Basiliek van het H. Sacrament in Meerssen. In Meerssen is een Burgemeester Roemersstraat, maar het is niet duidelijk of daarmee de vader of de zoon geëerd wordt, aangezien beiden burgemeester van Meerssen waren.
Roemers bezat een voor die tijd moderne bibliotheek met ongeveer 1500 boeken over juridische onderwerpen, geschiedenis en cultuur, vooral van Franse of Zuid-Nederlandse signatuur. In oktober 1834, toen hij de Hof van Tilly verkocht, deed hij ook een deel van zijn bibliotheek van de hand. De openbare verkoop bracht ƒ 705,75 op. De rest werd door de erven verdeeld en raakte daarna verspreid. Hetzelfde gebeurde met zijn kunstcollectie, die weliswaar geen topstukken bevatte, maar toch werken van enkele gerenommeerde Vlaamse en Hollandse meesters, zoals Willem Key, Maerten de Vos, Jacob of Hans Jordaens, Gijsbert de Hondecoeter en Balthasar van der Ast. De dertig werken hadden bij zijn overlijden een geschatte waarde van 10.000 francs.
Het is niet eenvoudig  vast te stellen wat de immateriële nalatenschap van Charles Roemers was. De Franse Tijd was in zijn algemeenheid geen gunstige periode voor het Limburgse Maasland. Roemers was tot op zekere hoogte begaan met het lot van zijn streekgenoten en mogelijk hebben zijn interventies hen behoed voor erger. Anderzijds zorgde hij goed voor zichzelf. Hij geldt als een van de bekendste voorbeelden van een nouveau riche, iemand die zijn welstand en maatschappelijke opkomst te danken had aan de Franse Tijd. Over deze groep was tot voor kort in het Maasland nog vrij weinig bekend. De dissertatie van Lambert Jacobs over Charles Roemers uit 2018 heeft daar meer licht op geworpen.